# Лур'є Лев Якович
Лев Якович Лур'є (рос. Лев Я́ковлевич Лурье́; нар. 19 квітня 1950, Ленінград) — російський історик, петербурзький краєзнавець, письменник, журналіст. Кандидат історичних наук. Засновник Санкт-Петербурзької класичної гімназії, де викладає історію. Чотири рази перемагав у конкурсі петербурзьких журналістів «Золоте перо», лауреат «Анциферовської премії».

## Біографія
Син історика Якова Соломоновича Лур'є і засновника першої кардіологічної реанімації в СРСР, професора Ірини Юхимівни Ганеліної (1921—2010), онук філолога Соломона Яковича Лур'є. Як сам розповів в одній з телепередач, правнук петербурзького купця I гільдії, якому належала мережа кінотеатрів у дореволюційному Санкт-Петербурзі, зокрема-кінотеатр «Саламандра», в радянські роки перейменований в «Іскру». Бабуся Льва Лур'є — Лідія Соломонівна була "лишенкою "(тобто більшовики позбавили її громадянських прав).
У 1967 році закінчив фізико-математичну школу № 30.
У 1973 році закінчив економічний факультет Ленінградського державного університету (виключений на рік із денного відділення за чернетку політичної листівки, працював фрезерувальником на заводі). Працювати екскурсовод і науковим співробітником у Музеї історії міста. Куратор виставок «Петербург часу Ломоносова» та «Стара Петербурзька сторона».
У 1987 році в ЛДУ захистив дисертацію на ступінь кандидата історичних наук за темою «Фактори лідерства в російській визвольному русі».
У 1989 році з групою друзів заснував Санкт-Петербурзьку класичну гімназію (школу № 610). Був її завучем, працює в ній учителем історії.
У 1991—1993 роках — професор російської історії в американських коледжах.
Із 1995 року — журналіст (статті були надруковані в журналах і газетах: «Сеанс», «Пчела», «Pulse», «Карьера-Капитал», «Коммерсантъ», «Календарь», «Огонёк», «Деловой Петербург»), автор низки статей з історії.
З 2000-ведучий програми на радіо «Відлуння Петербурга», з 2014 року-автор історичних передач на радіо"Нева". У 2001-лауреат конкурсу «Золоте перо» за кращу роботу на радіо і телебаченні.
Із 2002 року Лев Лур'є — засновник і редактор журналу «Квартальный надзиратель» (Видавничий дім «Собака.ru»).
У 2005 році нагороджений Анциферовською премією за роботи з історії Петербурга.
У 2009 — володар гран-прі «Журналіст року» конкурсу «Золоте перо».
Із 2004 (за іншими даними — з 2006) по 2009 рік директор дирекції документального мовлення «П'ятого каналу» — автор і ведучий телепроектів (включаючи передачу «До дошки»).
З 2011 року — засновник «Будинку культури Лева Лур'є».

## Сім'я
Одружений, має двох дітей: сина Даніеля і дочку Софію.

## Творчість

### Публікація
- Лурье Л. Панорама левого Петербурга // Пчела. 1996. № 7. Ноябрь.
- Лурье Л. Этнография левых // Пчела. 1996. № 7. Ноябрь.
- Лурье Л. Как Невский проспект победил Площадь Пролетарской Диктатуры // Звезда. 1998. № 8. С.210—213.
- Лурье Л. Запесоцкий как воплощение русской интеллигенции // Санкт-Петербургские ведомости. 2007. 15 ноября.

### Книга
- Грибанов В. И., Лурье Л. Я. Аптекарский остров. Л.: Лениздат, 1988. — 174 с., илл. (Серия: «Туристу о Ленинграде») — ISBN 5-289-00119-0
- Лурье Л. Я. Язвы Петербурга: Сборник газетного фольклора конца XIX-начала XX вв. / Сост. Л. Я. Лурье. Л., 1990.
- Кобак А., Лурье Л. Дом Мурузи. Биография одного дома. Л.: Тов-ство «Свеча», 1990. — 32 с. (Серия «Петербург весь на ладони»)
- Губин Д., Лурье Л., Порошин И. Реальный Петербург. СПб.: Лимбус-Пресс, 1999. — 288 с. — ISBN 5-8370-0226-X
- Лурье Л., Набокова О., Тарнавская Ю. Петербург. Путеводитель. М.: Афиша, 2006. — 352 с. (Серия «Путеводители „Афиши“») — ISBN 5-91151-009-X
- Лурье Л., Маляровая И. 1956 год. Середина века. СПб.: Нева, 2007. — 704 с. — ISBN 978-5-7654-4961-5
- Ковалова А., Лурье Л. Довлатов. СПб.: Амфора, 2009. — 441 с. (Серия «Главные герои») — ISBN 978-5-367-00943-9
- Лурье Л. 22 смерти, 63 версии. СПб.: БХВ-Петербург, 2011. — 288 с. (Серия «Окно в историю») — ISBN 978-5-9775-0549-9
- Лурье Л. Питерщики. Русский капитализм. Первая попытка. СПб.: БХВ-Петербург, 2011. — 288 с. Серия «Окно в историю») — ISBN 978-5-9775-0662-5
- Лурье Л., Маляров Л. Ленинградский фронт. СПб.: БХВ-Петербург, 2012. — 272 с. Серия «Окно в историю») — ISBN 978-5-9775-0749-3
- Лурье Л.  Хищницы. СПб.:  BHV, 2012 г. — 272 с. Серия «Окно в историю») — ISBN 978-5-9775-0750-9
- Лурье Л. Без Москвы. СПб.:  BHV, 2014 г — 416 с. Серия «Окно в историю») — ISBN 978-5-9775-0752-3

### Робота на телебаченні
- «Історія однієї події», 57-серійний серіал (сценарист)
- «У порівнянні з 1913 роком» (ведучий)
- «Булат і злато» (ведучий)
- «Парадокси історії» (телеканал «Культура», ведучий)
- «Лабіринти історії» (ведучий)
- «Злочин у стилі Модерн»(сценарист, ведучий)
- «Культурний шар» (автор проєкту, сценарист, ведучий)
- «Жива історія» (автор проєкту, сценарист, ведучий)
- «Гра розуму» (автор, ведучий)
- «Після Смерті» (автор проєкту, один із ведучих)
- Брав участь у записі уроків історії для 10, 11 класів для телеканалу Школяр ТВ
- «Ленінградські історії» (автор проєкту, ведучий)